# Liste de motos spécialement conçues pour le motocross
Les motos destinées à la pratique du motocross sont spécialement conçues pour évoluer sur des terrains très accidentés. Ces motos ont été développées dans le courant des années 1960. Elles sont généralement dépourvues de tout accessoire superflu : rarement de démarreur électrique, jamais de rétroviseurs ou de signalisation. Le rendement des suspensions et la résistance du cadre sont très importants, ainsi que la légèreté de l'ensemble.

## Liste

### Gas gas
- Gas gas 85 MC
- Gas gas 125 MC
- Gas gas 250 MC
- Gas gas 350 MC
- Gas gas 450 MC

### Honda
- Honda CRF50F
- Honda CR80
- Honda CR85
- Honda CR110
- Honda CRF150r
- Honda CR 80
- Honda CRF250r
- Honda CRF450r
- Honda CR125
- Honda CR500
- Honda CR250

### Husqvarna
- Husqvarna TC50
- Husqvarna TC65
- Husqvarna TC85
- Husqvarna TC125
- Husqvarna TC250
- Husqvarna FC250
- Husqvarna FC450
- Husqvarna TC510

### Kawasaki
- Kawasaki KX60
- Kawasaki KX65
- Kawasaki KX80
- Kawasaki KX85
- Kawasaki KLX90
- Kawasaki KX125
- Kawasaki KX250F
- Kawasaki KX250
- Kawasaki KX450F
- Kawasaki KX500
- Kawasaki KX650

### KTM
- KTM SX50 (SX50, SX50 Senior Adventure, SX50 Mini Adventure)
- KTM SX65
- KTM SX85
- KTM SX105
- KTM SX125
- KTM SX144
- KTM SX150
- KTM SX250F
- KTM SX250
- KTM SX350F
- KTM SX360
- KTM SX380
- KTM SX450F
- KTM SX520F
- KTM SX525F

### Suzuki
- Suzuki RM50
- Suzuki RM65
- Suzuki RM80
- Suzuki RM85
- Suzuki RM100
- Suzuki RM125
- Suzuki RMZ250
- Suzuki RM250
- Suzuki RMZ450

### TM Racing
- TM 85MX
- TM 125MX
- TM 144MX
- TM 250MX 2T
- TM 250MX 4T
- TM 300MX 2T
- TM 450MX 4T
- TM 530MX 4T

### Yamaha
- Yamaha YZ65
- Yamaha YZ80
- Yamaha YZ85
- Yamaha YZ125
- Yamaha YZ250F
- Yamaha YZ250
- Yamaha YZ450F
- Yamaha YZ490
- Yamaha WRF450

### Beta
- Beta RX300
- Beta RX450